# Груздь дубовый
Груздь дубо́вый (лат. Lactárius insúlsus) — гриб рода Млечник (лат. Lactarius) семейства Сыроежковые (лат. Russulaceae). Условно съедобен.

## Описание
- Шляпка ∅ 5—12 см, плоско-округлая, затем воронковидная, часто неправильной формы, с волнистым завёрнутым краем; оранжево-кирпичная или рыжеватая с более тёмными зонами.
- Пластинки низбегающие, желтоватые.
- Споровый порошок желтовато-кремовый или охристый. Споры 7—8,5 × 6—7 мкм.
- Ножка 3—7 см в высоту, ∅ 1,5—3 см, того же цвета, что и шляпка, но светлее и с более тёмными выемками.
- Мякоть беловатая или кремовая, слабо розовеющая на срезе, с приятным запахом.
- Млечный сок водянисто-белый, скудный, едкий.

## Экологияи распространение
Встречается в широколиственных лесах. Образует микоризу с дубом, буком, лещиной. Растёт одиночно или большими группами.
Сезон: июль-сентябрь.

## Синонимы

### Латинские синонимы
- Agaricus insulsus Fr., 1821basionym
- Gloeocybe insulsa Earle, 1909
- Galorrheus insulsus (Fr.) P.Kumm., 1871
- Lactarius zonarius var. insulsus (Fr.) Bataille, 1908

### Русские синонимы
- Рыжик дубовый

## Пищевые качества
Условно съедобен. Употребляется солёным.